# آنیت‌کابیر

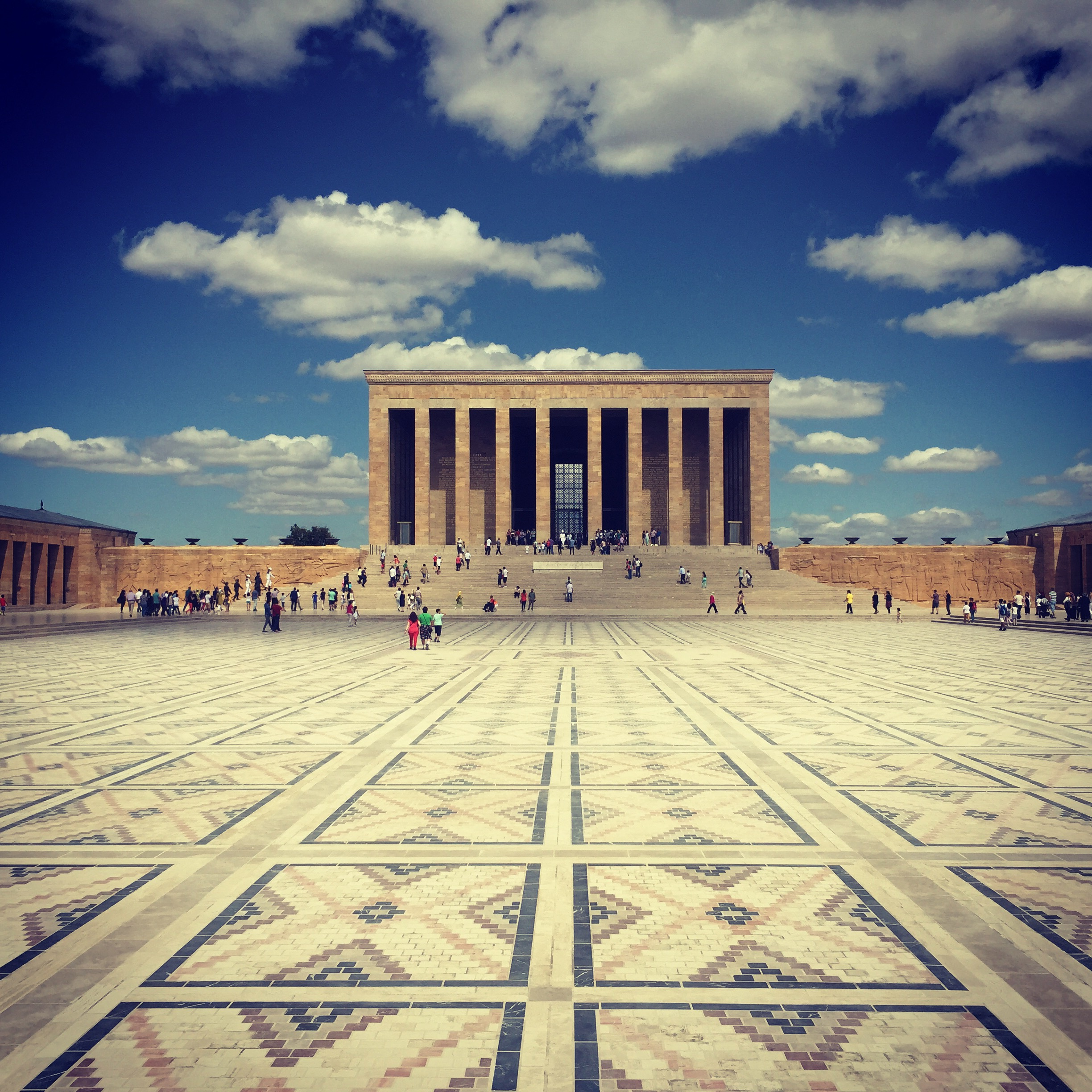
آنیت کابیر در شهر آنکارا آرامگاه آتاتورک

آنیت‌کابیر یا آنیت‌قابیر (به ترکی استانبولی: Anıtkabir) (به معنی قبر یادمانی)، محل دفن مصطفی کمال آتاترک، رهبر جنگ استقلال ترکیه، بنیانگذار و نخستین رئیس جمهور ترکیه است که در شهر آنکارا واقع شده و توسط معماران استاد اِمین اُنات و استادیار اُرهان آردا طراحی شده‌است. در رقابتی که در سال ۱۹۴۱ برای احداث این آرامگاه توسط دولت ترکیه برگزار شد طرح انات و ارهان، میان ۴۸ طرح دیگر برگزیده شد. ساخت این بنا، شش سال پس از مرگ مصطفی کمال، در پاییز ۱۹۴۴ آغاز و نه سال بعد، در یکم سپتامبر ۱۹۵۳ رسماً افتتاح شد.
این مکان همچنین آرامگاه عصمت اینونو (به ترکی استانبولی: Mustafa İsmet İnönü)، دومین رئیس جمهور ترکیه است که پس از مرگ در سال ۱۹۷۳ در این محل به خاک سپرده شد. آرامگاه او، روبروی آرامگاه آتاترک و در طرف مقابل زمین رژه است. این مقبره در اسکناس‌های ترکیه در طول سال‌های ۱۹۶۶–۱۹۸۷ و ۱۹۹۷–۲۰۰۹ به تصویر کشیده شده‌است.
در بخش هدایای آنیت‌کابیر، شمشیری با نشان پادشاهی ایران به چشم می‌خورد که هدیه رضاشاه به آتاترک در  ۱۹۳۴ (۱۳۱۳ خورشیدی) است؛ همچنین عکسی از رضاشاه هست که با خط خود او به آتاترک تقدیم شده است.
آنیت‌کابیر دربرگیرنده بخش‌های گوناگونی است: اصلانلی یول (جاده شیرها)، میدان مراسم، مزار آتاترک، کتابخانه و اتاق‌هایی که به نام‌های گوناگون نامیده شده‌اند.
برای بازدید از آنیت‌کابیر می‌توان از متروی خط آنکارای استفاده کرده و در ایستگاه آنادولو (Anadolu) پیاده شد.

## بازدید کنندگان
در تاریخ ۱۰ نوامبر سال ۲۰۰۷، در ۶۹امین سالگرد مرگ مصطفی کمال آتاترک، ۵٬۴۶۲٬۰۲۰ نفر که ۲٬۴۲۰ نفر از آنان افراد خارجی بودند، از آنیت‌کابیر بازدید کردند، که رکورد بازدید در یک روز از این مجموعه در تمامی زمان‌ها را شکست. همچنین در ۱۱ ماه اول سال ۲۰۰۷، آنیت‌کابیر بیش از ۱۱ میلیون بازدیدکننده داشت که این تعداد فراتر از تعداد کل بازدید کنندگان در تمامی سال‌های گذشته بود. در سال ۲۰۰۶، در مجموع ۸٬۱۵۰٬۰۰۰ نفر و در سال ۲۰۰۵، در مجموع ۳٬۸۰۰٬۰۰۰ نفر از آنیت‌کابیر بازدید کردند.
در تاریخ ۱۰ نوامبر سال ۲۰۱۳، ۱٬۰۸۹٬۶۱۵ نفر از آنیت‌کابیر بازدید کردند که رکورد جدیدی برای تمامی زمان‌ها است. در ۲۹ اکتبر ۲۰۱۳ که سالگرد تأسیس جمهوری ترکیه است، ۴۳۸٬۴۵۱ نفر از آنیت‌کابیر بازدید کردند، که آن هم مقدار قابل توجهی از بازدید کنندگان برای تنها یک روز است. در تاریخ ۱۰ نوامبر ۲۰۱۲، تعداد ثبت شده بازدید کنندگان ۴۱۳٬۵۶۸ نفر اعلام شد.

## نگارخانه

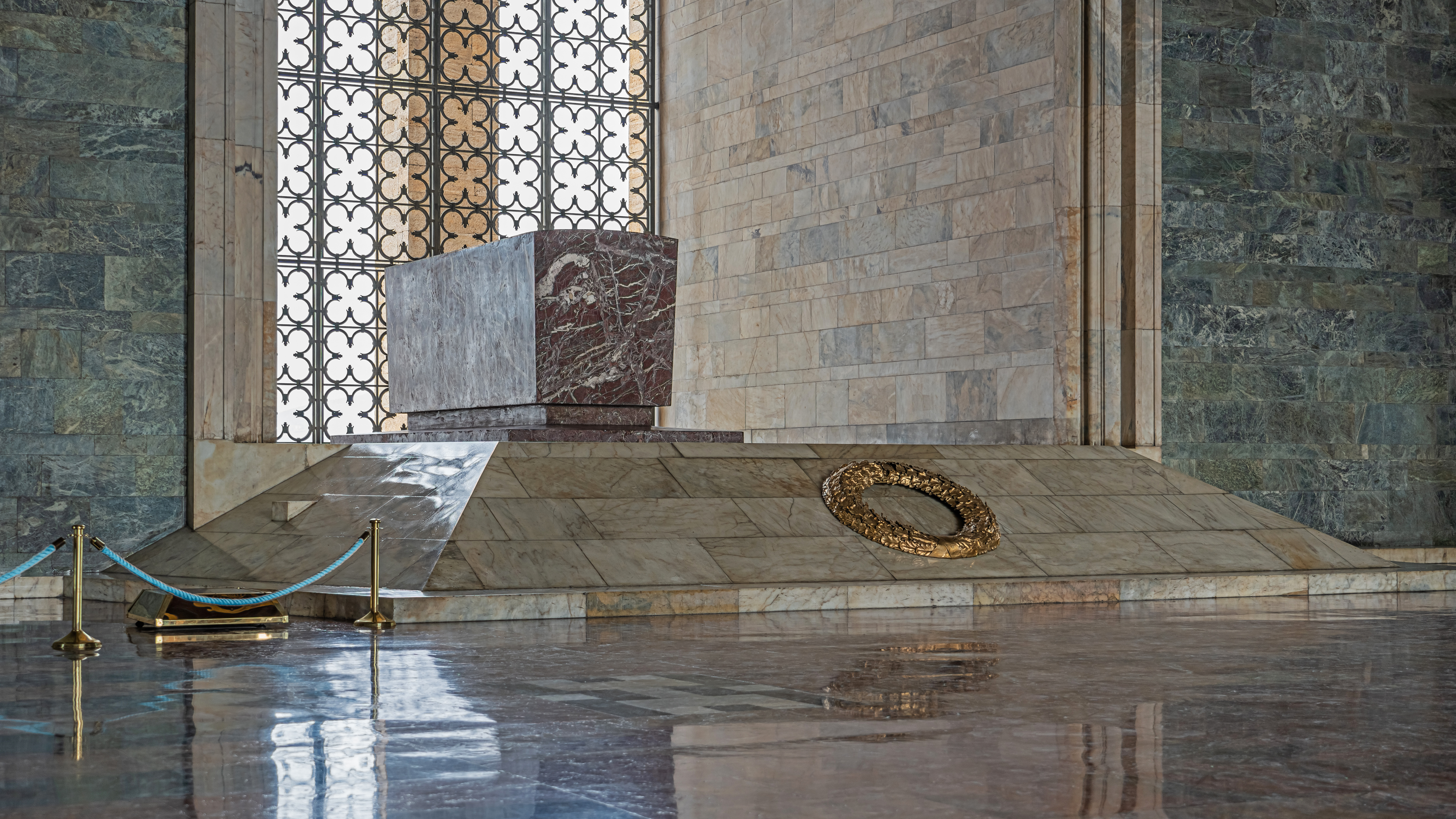
مزار مصطفی کمال در میان بنای آنیت‌کابیر
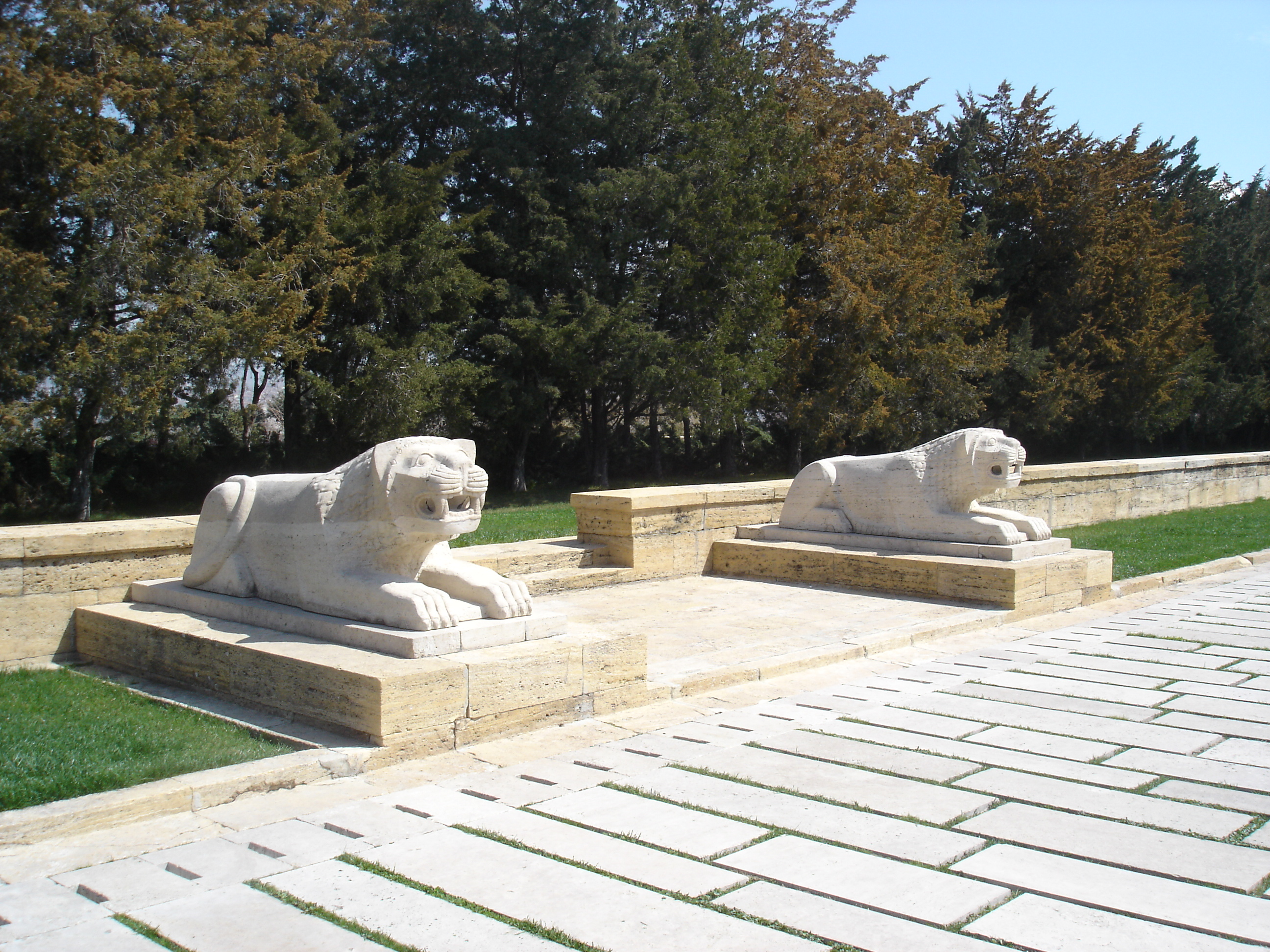
شیرهای سنگی الهام‌گرفته از معماری تمدن هیتی، در راه شیرها
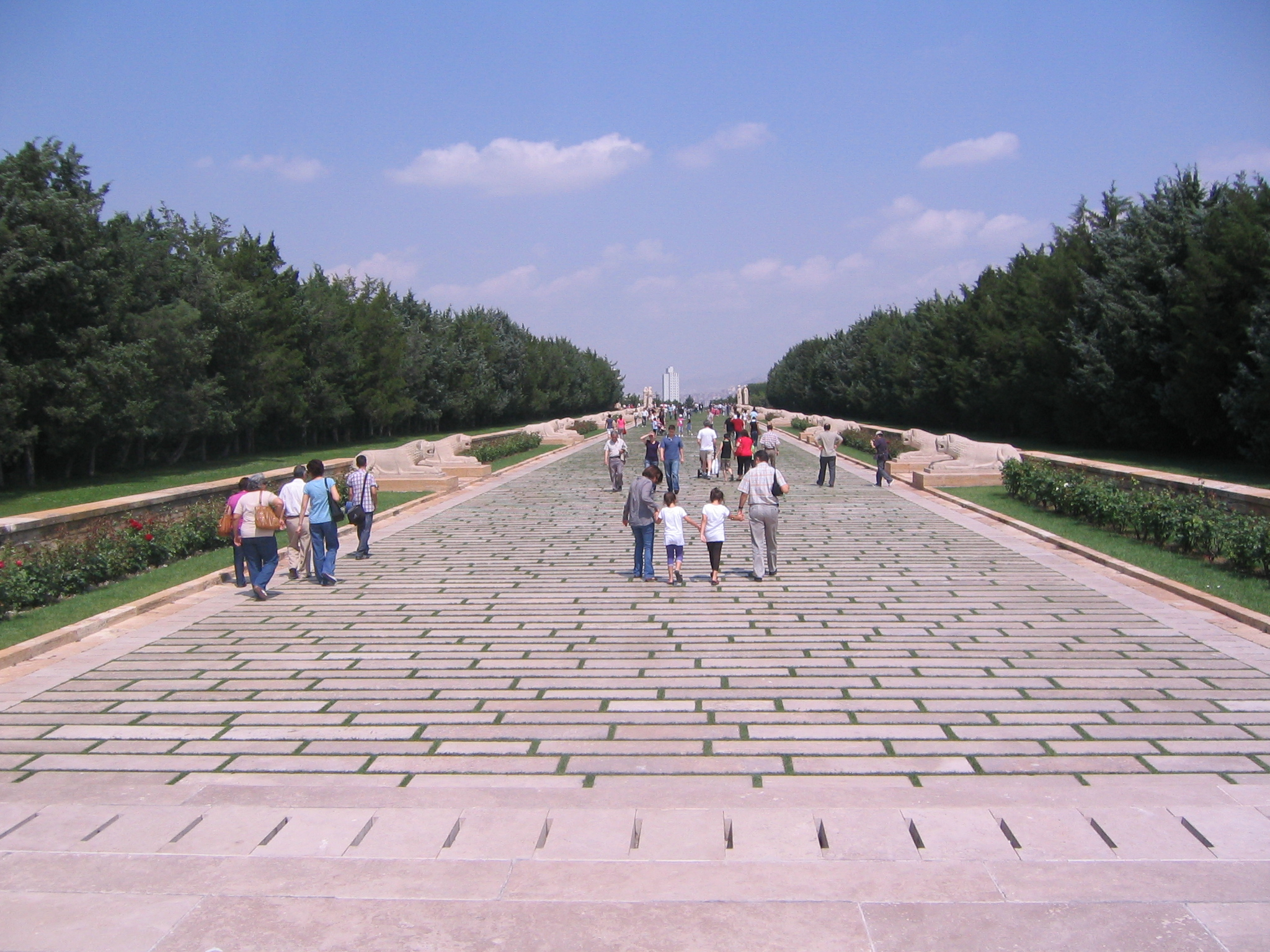
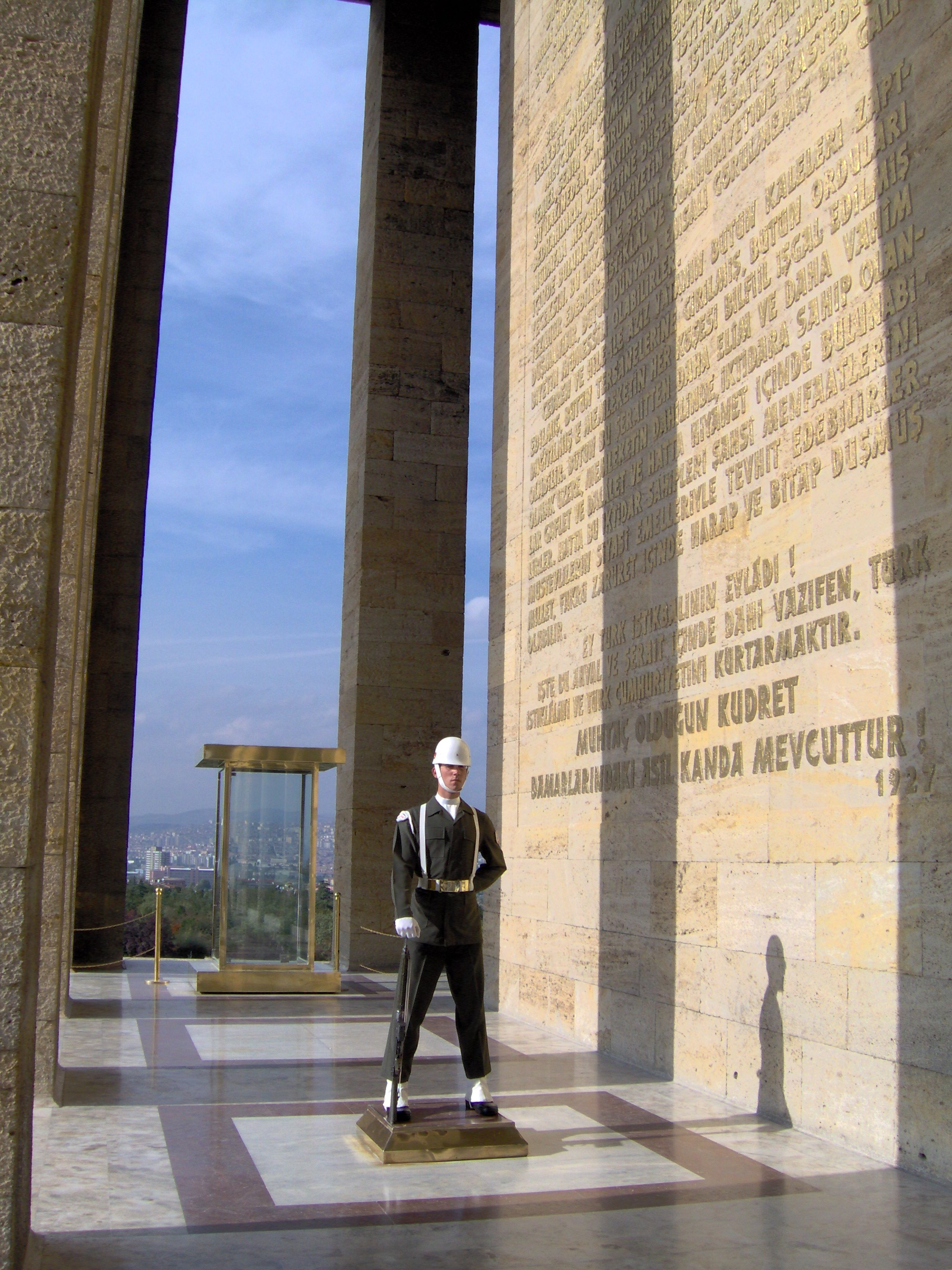
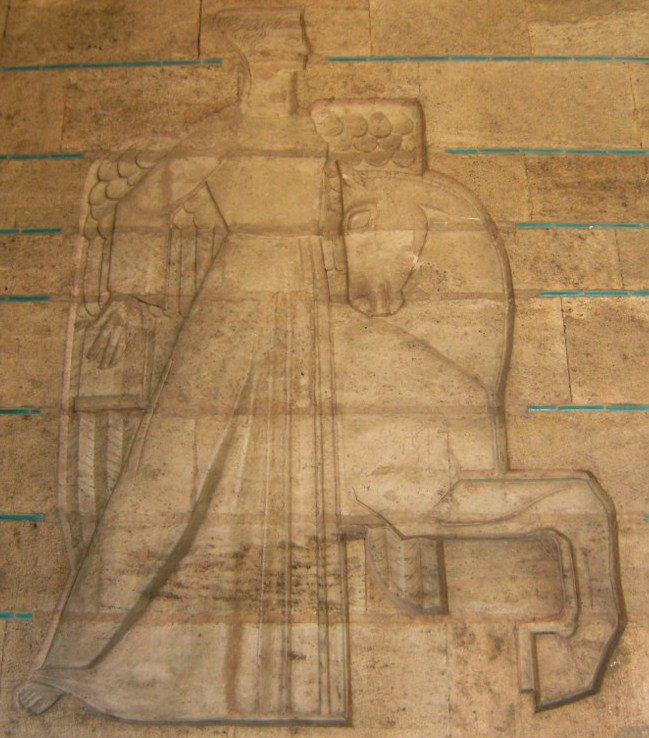
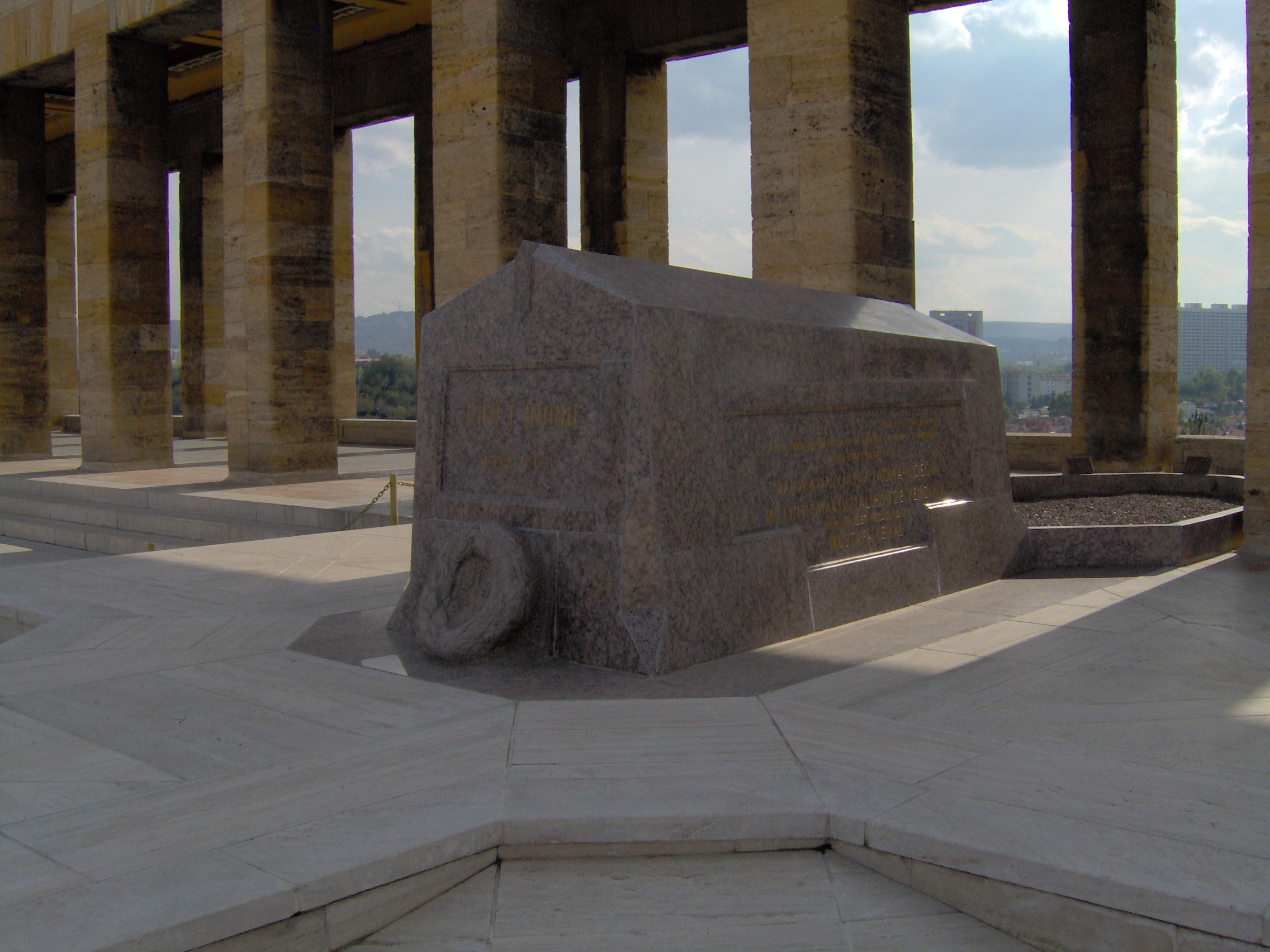
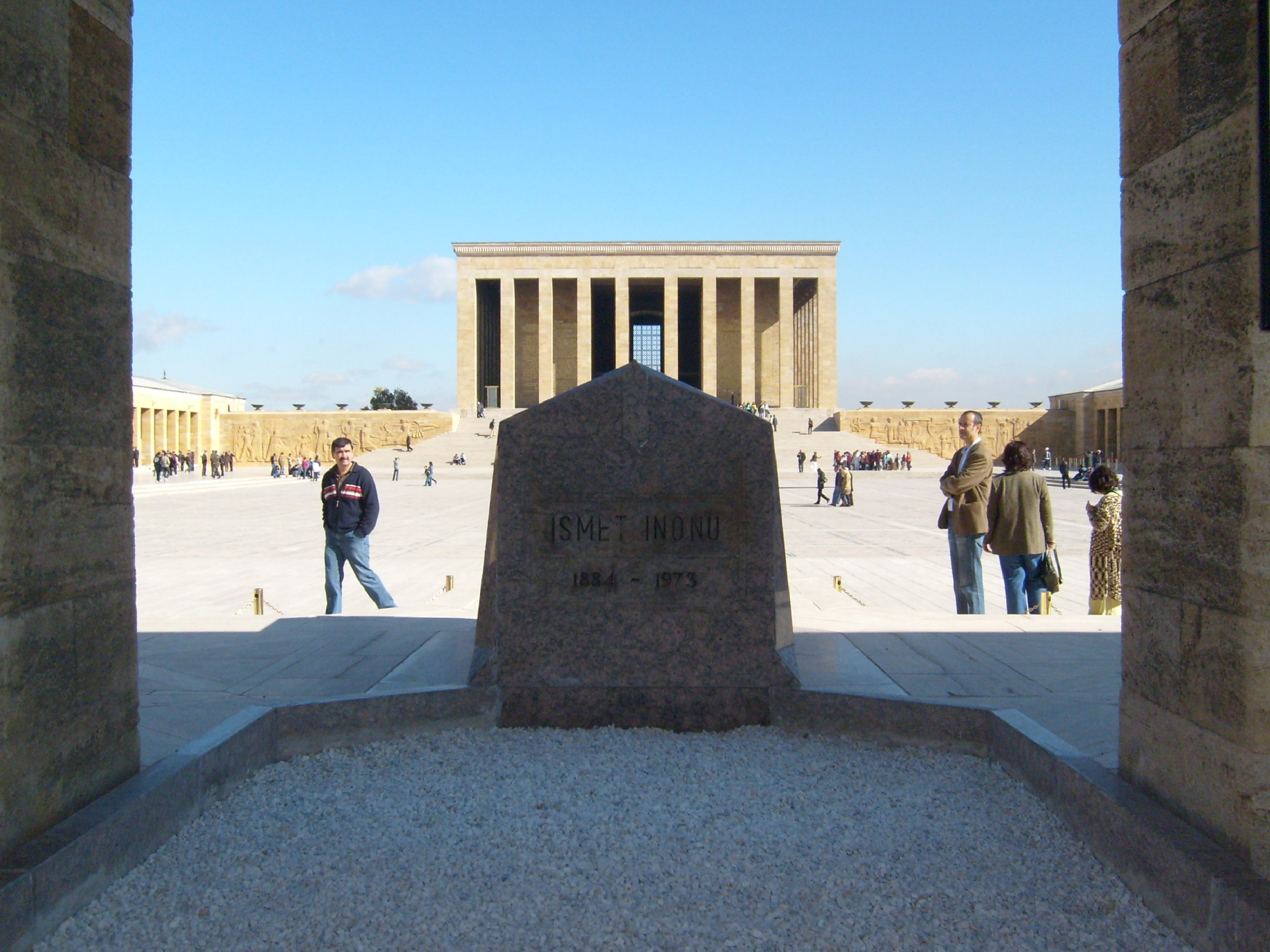
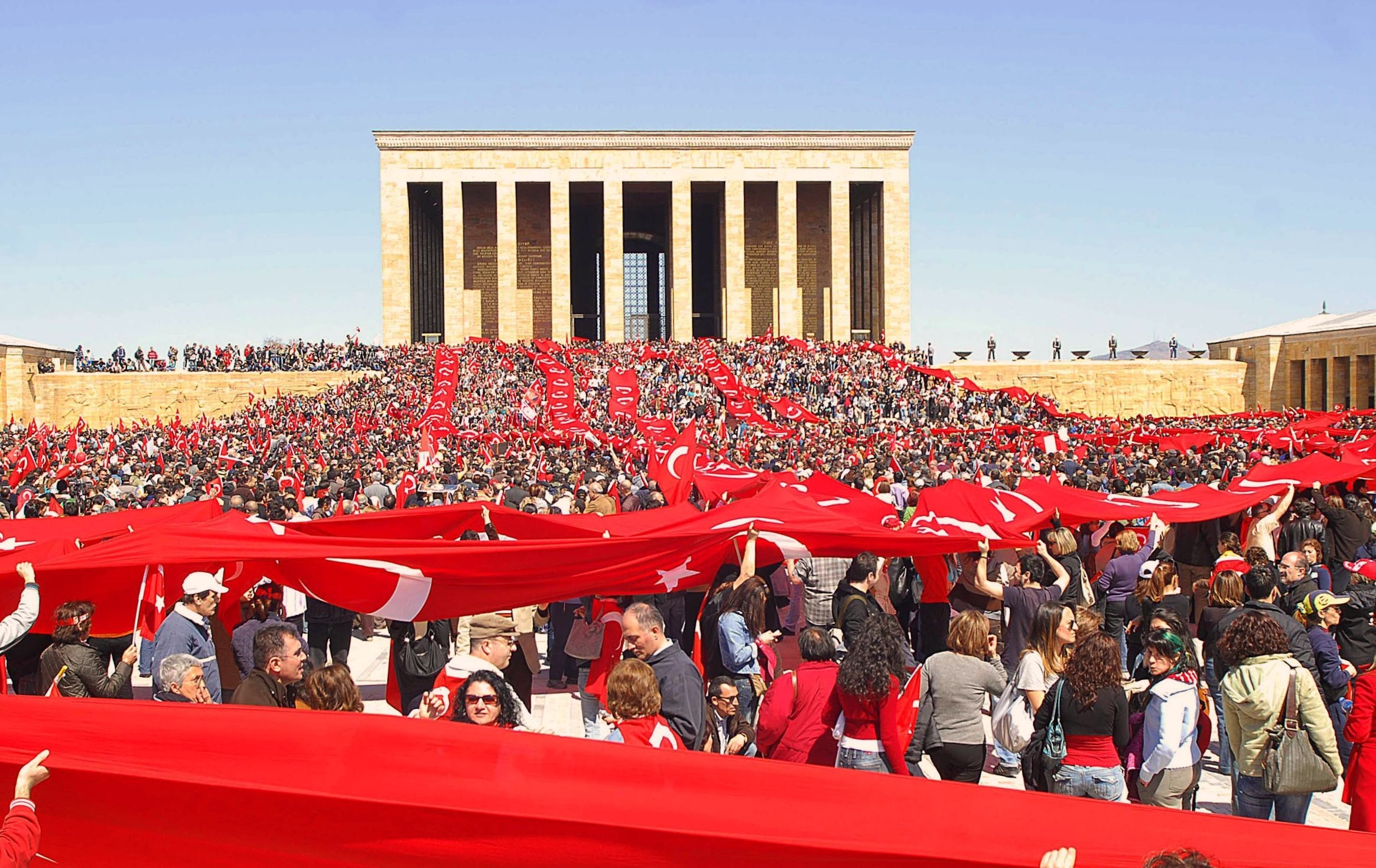
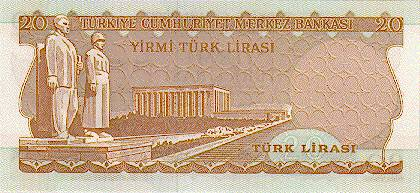
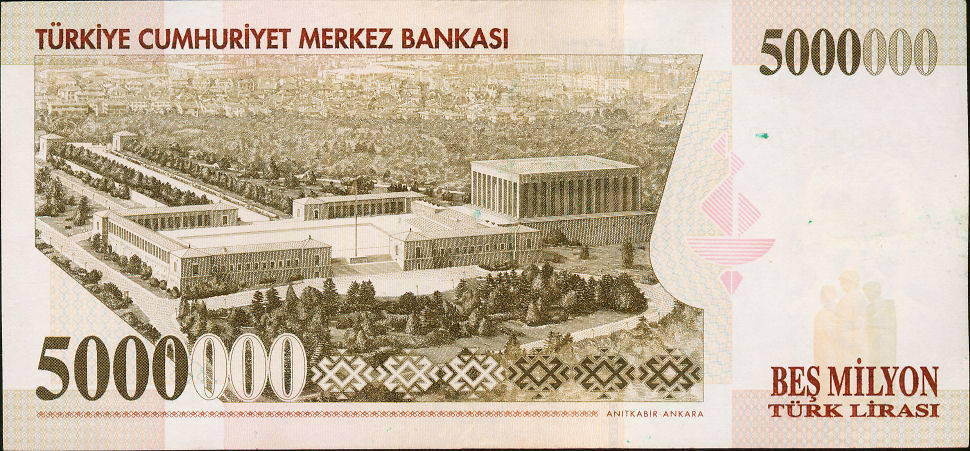
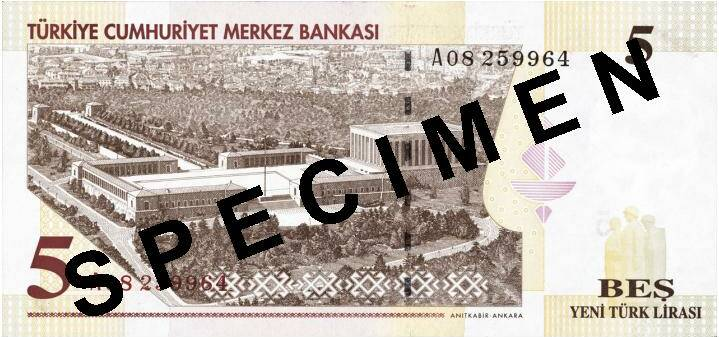